# Olof Olsson (1830–1896)
Olof Olsson, född 17 december 1830 i Järnskogs församling, Värmlands län, död där 14 maj 1896, var en svensk hemmansägare och riksdagsman.
Olsson var hemmansägare i Mosstakan i Järnskogs socken. Han var i riksdagen ledamot av andra kammaren.